# Lê Hải Bình
Lê Hải Bình (sinh ngày 20 tháng 6 năm 1977 tại Hà Nội, lớn lên tại Nha Trang) là một chính trị gia người Việt Nam. Ông hiện là Ủy viên dự khuyết Ban Chấp hành Trung ương Đảng khóa XIII, Thứ trưởng Thường trực Bộ Văn hóa, Thể thao và Du lịch.
Ông từng giữ chức Tổng Biên tập tạp chí Cộng sản, Phó trưởng Ban Tuyên giáo Trung ương, Phó Trưởng ban chuyên trách Ban Chỉ đạo công tác Thông tin đối ngoại, Vụ trưởng Vụ Thông tin Đối ngoại và Hợp tác quốc tế, Ban Tuyên giáo Trung ương. Ông cũng từng là Người phát ngôn Bộ Ngoại giao Việt Nam trẻ nhất tính đến thời điểm được bổ nhiệm. Ông là Phó Giáo sư ngành Chính trị học, Tiến sĩ chuyên ngành quan hệ quốc tế. Ông còn là một võ sư Vovinam, có đẳng cấp Hồng đai Đệ Nhất đẳng.

## Sự nghiệp
Lê Hải Bình sinh ra ở Hà Nội và lớn lên tại Nha Trang, ông từng là cựu học sinh trường THPT Lý Tự Trọng, Nha Trang 1992-1995.

### Bộ Ngoại giao
Lê Hải Bình tốt nghiệp Học viện Quan hệ quốc tế (nay là Học viện Ngoại giao) năm 1999; bắt đầu công tác tại Bộ Ngoại giao từ năm 2000 tại Vụ Châu Á 2 (nay là Vụ Đông Nam Á, Nam Á, Nam Thái Bình Dương). Từ tháng 10/2000 đến 12/2003, ông làm tùy viên Đại sứ quán Việt Nam tại Brunei. Sau đó, ông lần lượt làm chuyên viên tại Vụ Châu Á 2, Văn phòng Bộ, Thư ký Lãnh đạo Bộ. Tháng 9/2005, ông được cử làm Thư ký Bộ trưởng Ngoại giao Nguyễn Dy Niên. Sau đó, ông tiếp tục được cử làm Thư ký Phó Thủ tướng - Bộ trưởng Ngoại giao Phạm Gia Khiêm từ tháng 7/2006. Từ tháng 12/2008, ông được bổ nhiệm làm Phó Vụ trưởng Vụ Chính sách đối ngoại kiêm Thư ký Phó Thủ tướng - Bộ trưởng Ngoại giao Phạm Gia Khiêm. Trước khi chuyển sang Vụ Thông tin báo chí vào tháng 6/2013, ông giữ chức Phó Vụ trưởng Vụ Chính sách đối ngoại kiêm Phó Viện trưởng Viện Nghiên cứu Chiến lược Ngoại giao, Học viện Ngoại giao, Bộ Ngoại giao Việt Nam.
Trước khi được bổ nhiệm làm Người Phát ngôn của Bộ Ngoại giao, ông giữ chức Phó Phát ngôn, Phó Vụ trưởng Vụ Thông tin Báo chí.
Ông bảo vệ thành công luận án Tiến sĩ chuyên ngành Quan hệ quốc tế tháng 11/2013, tại Học viện Ngoại giao Việt Nam.
Bên cạnh lĩnh vực ngoại giao, ông từng là Tổng thư ký Liên đoàn Vovinam Hà Nội, hiện nay đang là Phó Chủ tịch Liên đoàn Vovinam Việt Nam, Phó Chủ tịch Liên đoàn Vovinam Thế giới. Ông là võ sư hồng đai đệ nhất cấp Vovinam (tương đương Ngũ đẳng Huyền đai quốc tế).
Từ ngày 01/4/2017, ông được bổ nhiệm giữ chức vụ Phó Giám đốc Học viện Ngoại giao. Thay thế ông giữ chức vụ Người phát ngôn Bộ Ngoại giao Việt Nam là bà Lê Thị Thu Hằng. Trong thời gian giữ chức Phó Giám đốc, ông có một thời gian kiêm nhiệm Viện trưởng Viện Nghiên cứu Chiến lược Học viện Ngoại giao.

### Ban Tuyên giáo Trung ương
Từ ngày 15/10/2019, ông Lê Hải Bình được điều động giữ chức Vụ trưởng Vụ Thông tin đối ngoại và Hợp tác quốc tế, Ban Tuyên giáo Trung ương.
Ngày 06 tháng 11 năm 2019, ông được Trưởng ban Tuyên giáo Trung ương Võ Văn Thưởng trao quyết định của Ban Bí thư Trung ương chỉ định làm Phó Trưởng Ban chuyên trách Ban chỉ đạo Công tác Thông tin Đối ngoại.
Ông đã tốt nghiệp lớp bồi dưỡng dự nguồn cán bộ cao cấp. Từ ngày 05 tháng 11 năm 2019, ông bắt đầu tham gia Lớp bồi dưỡng kiến thức mới cho cán bộ quy hoạch cấp chiến lược khóa XIII tại Học viện Chính trị Quốc gia Hồ Chí Minh.
Sáng ngày 23 tháng 8 năm 2021, tại Hà Nội, Ban Tuyên giáo Trung ương tổ chức Hội nghị triển khai quyết định của Bộ Chính trị về công tác cán bộ. Tại Hội nghị, đồng chí Phan Xuân Thủy, Phó Trưởng ban Tuyên giáo Trung ương đã công bố Quyết định số 305-QĐNS/TW ngày 20/8/2021 của Bộ Chính trị bổ nhiệm đồng chí Lê Hải Bình, Ủy viên dự khuyết Trung ương Đảng, Phó Trưởng ban chuyên trách Ban Chỉ đạo Công tác Thông tin đối ngoại Trung ương, Vụ trưởng Vụ Thông tin đối ngoại và Hợp tác quốc tế Ban Tuyên giáo Trung ương, giữ chức Phó Trưởng ban Tuyên giáo Trung ương. Ngay sau khi nhận quyết định bổ nhiệm, ông đã vào Thành phố Hồ Chí Minh tham gia công tác chống dịch trong suốt gần 2 tháng.

### Trung ương Đảng
Ngày 30/01/2021 tại Đại hội đại biểu toàn Quốc lần thứ XIII của Đảng ông được bầu làm Ủy viên dự khuyết Trung ương Đảng khóa XIII nhiệm kỳ 2021-2026.

### Tạp chí Cộng sản
Ngày 25/3/2024, Bộ Chính trị đã quyết định điều động, bổ nhiệm ông làm Tổng Biên tập Tạp chí Cộng sản.

### Bộ Văn hóa, Thể thao và Du lịch
Tại Quyết định số 400/QĐ-TTg ngày 25/2/2025, Thủ tướng Chính phủ điều động, bổ nhiệm ông Lê Hải Bình - Ủy viên Dự khuyết Trung ương Đảng, Tổng Biên tập Tạp chí Cộng sản - giữ chức Thứ trưởng Bộ Văn hóa, Thể thao và Du lịch.